# Johan Henrik Schröder
Johan Henrik Schröder, född 18 april 1791 i Västerås, död 8 september 1857 i Uppsala, var en svensk arkeolog, biblioteksman, bibliograf och minnestecknare.

## Biografi
Johan Henrik Schröder var son till konsistoriinotarien Johan Schröder och Henrietta Uggla. Han blev 1815 filosofie magister vid Uppsala universitet och docent i litteraturhistoria. Extra ordinarie amanuens vid Uppsala universitetsbibliotek 1816 befordrades han till ordinarie amanuens och prefekt för mynt- och medaljkabinettet 1820 samt till bibliotekarie och professor i arkeologi och litteraturhistoria 1830. 1834 utsågs han till historiograf vid kungliga maj:ts orden. För historiskt-antikvariska forskningar företog han flera resor genom Sverige, Norge och Finland samt besökte Tyskland, Nederländerna, Frankrike, Italien, England och Skottland. 
På fritiden ordnade och katalogiserade han offentliga och enskilda boksamlingar, såsom Rosenhaneska biblioteket på Torp, bok- och manuskriptsamlingen på Skoklosters slott, prinsessan Sofia Albertinas efterlämnade boksamling, det stora Flemingska biblioteket m. fl. samt lyckades ur dessa vinna större och mindre tillskott för det under hans vård ställda universitetsbiblioteket i Uppsala. Det var under hans ledning och på ovanligt kort tid som detta 1841 flyttades från sin gamla lokal på Gustavianum till det nyuppförda Carolina Rediviva. En av hans förtjänster är att han vid flytten av biblioteket började uppställa böckerna "på vetenskapligt vis" i stället som förr kronologiskt, vilket emellertid på grund av bristande katalogisering ledde till kaos under flera år. Med hjälp av donationer och statliga anslag kunde Schröder öka universitetsbibliotekets bestånd avsevärt.
Under sina in- och utländska resor gjorde Schröder omfattande arkivforskningar samt ordnade offentliga och enskilda svenska boksamlingar. Frukterna av sitt arbete framlade han i ett stort antal skrifter i historia, fornkunskap, numismatik och bibliografi. Hans De poesi sacra latina medii cevi in Sveda (1838) var en för sin tid ganska god framställning av de svenska medeltidshymnernas historia. Schröder skrev även biografier över Eric Michael Fant (1818), Matthias Norberg (1826), Nils Fredrik Biberg (1830), Jonas Hallenberg (1838), Johan Olof Wallin (1846) m. fl., sammanfattade i Tal och minnesteckningar (1839) samt i den I av Samlade skrifter (1856). Schröder var ledamot av Vitterhetsakademien (1827) och för övrigt medlem av flera svenska och mer än 20 utländska lärda samfund samt kreerades 1843 till teologie doktor i Erlangen.
Schröder ligger begravd på Uppsala gamla kyrkogård. Han var ogift.